# Chromis verater
Chromis verater là một loài cá biển thuộc chi Chromis trong họ Cá thia. Loài này được mô tả lần đầu tiên vào năm 1912.

## Từ nguyên
Từ định danh được ghép bởi hai âm tiết trong tiếng Latinh: verus ("đúng", được sử dụng ở đây với nghĩa so sánh nhất, "rất") và ater ("đen"), hàm ý đề cập đến màu đen rất đậm của các vây (trừ vây ngực) khi mẫu vật của loài cá này được bảo quản trong cồn.

## Phạm vi phân bố và môi trường sống
C. verater là một loài đặc hữu của quần đảo Hawaii và đảo Johnston gần đó. C. verater sống tập trung thành đàn lớn gần các hang hốc, gờ đá, được tìm thấy ở độ sâu khoảng từ 6 đến 199 m.

## Mô tả
C. verater có chiều dài cơ thể lớn nhất được ghi nhận là 16 cm. Cơ thể hoàn toàn là màu đen, sẫm đen hơn ở phía sau của vây lưng và vây hậu môn, cũng như vây đuôi. Có 3 đốm trắng đặc trưng nằm ở các vị trí phía sau của vây lưng và vây hậu môn, cũng như giữa cuống đuôi, tương tự như Chromis trialpha ở Biển Đỏ.
Số gai ở vây lưng: 14; Số tia vây ở vây lưng: 12–14; Số gai ở vây hậu môn: 2; Số tia vây ở vây hậu môn: 12–14; Số gai ở vây bụng: 1; Số tia vây ở vây bụng: 5.

## Sinh thái học
Thức ăn của C. verater là động vật phù du. Thời điểm sinh sản của C. verater diễn ra từ tháng 12 đến tháng 6 năm sau. Cá đực có tập tính bảo vệ và chăm sóc trứng; trứng có độ dính và bám vào nền tổ.